# Naturlig teologi
Naturlig teologi (även tidigare kallad fysikoteologi) är den filosofiska motparten till uppenbarelseteologin och behandlar frågan i vilken mån man kan få kunskap om Gud enbart med hjälp av förnuftet.
Katolsk teologi, till exempel Thomas av Aquino, menar att en viss naturlig gudskunskap är möjlig men att den måste kompletteras med det som uppenbarats, särskilt i Kristus. Reformatorn Jean Calvin menade att man kunde få allmän kunskap om Gud genom ordningen i naturen och genom historien.
Karl Barth är den teolog som kanske tydligast i modern tid kritiserat naturlig teologi, vilket kan uppfattas tydligt i bland annat den heta Barth-Brunner-debatten 1934. Där menar Karl Barth att Den Helige Ande inte behöver någon hjälp (som till exempel genom naturen) att uppenbara sig själv. Han menade att det inte finns någon kontaktpunkt genom naturen, vilket Emil Brunner hade föreslagit i boken Naturen och nåden (1934), där han såg en möjlig kontaktpunkt mellan Gud och människa.
Upplysningen innebar en förnyad naturlig teologi som till och med ansåg sig göra den kristna uppenbarelsen onödig (förnuftsreligion). Mot detta reagerade i sin tur 1900-talets dialektiska teologi, som åter hävdar uppenbarelsen som enda källa till kunskap om Gud.